# Sue Day
Sue Day (Londra, 29 ottobre 1972) è un'ex rugbista a 15 internazionale per l'Inghilterra, per 14 stagioni militante nella squadra femminile dei London Wasps, club del quale divenne, nel 2013, la prima donna presidente; ha partecipato con la Nazionale a tre edizioni della Coppa del Mondo con due secondi e un terzo posto.
Con 61 mete marcate, è anche la migliore realizzatrice inglese a livello internazionale.

## Biografia
Laureata a Oxford con un Master of Arts in lingue straniere, entrò nella squadra femminile del London Wasps nel 1996; un anno più tardi entrò come consulente finanziaria in KPMG.
Debuttò in Nazionale inglese nel 1997 e un anno più tardi fu terza alla Coppa del Mondo Coppa del Mondo di rugby femminile 1998; tra il 1999 e il 2009 vinse otto tornei del Sei Nazioni con sette Grande Slam.
Ancora, fu finalista alle Coppe del mondo 2002 e 2006, in entrambe le occasioni battuta dalla Nuova Zelanda.
Con le Wasps vinse tre titoli di campione inglese consecutiva dal 2003 al 2005 e capitanò anche la Nazionale inglese femminile a sette ai Dubai Sevens del 2009.
Dopo la fine dell'attività agonistica e un breve periodo come allenatrice, nel 2013 fu eletta presidente del Wasps FC, ramo dilettantistico del Wasps, prima donna a ricoprire tale carica esecutiva nella storia del club; a dicembre 2017 la Rugby Football Union ha annunciato di avere assunto Sue Day, a far data dalla primavera 2018, come direttrice finanziaria della federazione, con entrata nel consiglio direttivo dello stesso organismo.

## Palmarès
- Campionati inglesi : 3
Wasps Ladies: 2002-03, 2003-04, 2004,05